# Janko Kráľ

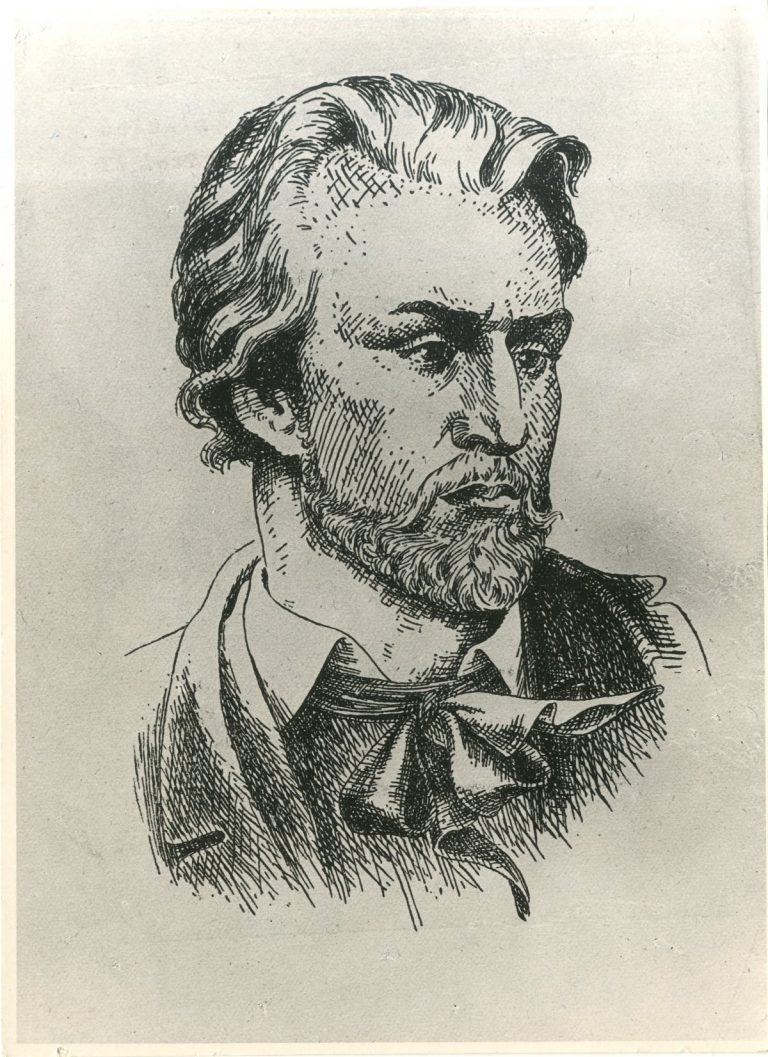
Janko Kráľ

Janko Kráľ (ur. 24 kwietnia 1822 w Liptowskim Mikułaszu, zm. 23 maja 1876 w Zlatych Moravcach) – słowacki poeta romantyczny i działacz narodowy.
Z zawodu był urzędnikiem i prawnikiem. W 1844 roku brał udział w wejściu grupy słowackich patriotów na szczyt Krywania. Była to jedna z pierwszych wycieczek narodowych mająca na celu manifestację przynależności narodowej.
W marcu 1848 r. czynnie uczestniczył w pierwszej fazie powstania węgierskiego: wraz z nauczycielem ze wsi Príbelce Jánem Rotaridesem podburzał poddanych do spalenia wykazów powinności pańszczyźnianych i do powstania przeciw feudałom. Uwięziony 30 marca, ponad 10 miesięcy spędził w więzieniu. Zwolniony po interwencji bana Josipa Jelačicia przebywał w Wiedniu i na Morawach, by we wrześniu 1849 r. wziąć jeszcze udział w bojach w rejonie Krupiny jako kapitan słowackich ochotników walczących z Węgrami.
Uznawany jest za jednego z najbardziej radykalnych szturowców (słow. štúrovci), słowackich literatów i działaczy narodowych, popierających idee i poglądy Ľudovíta Štúra.

## Dzieła
- Zverbovaný
- Zabitý

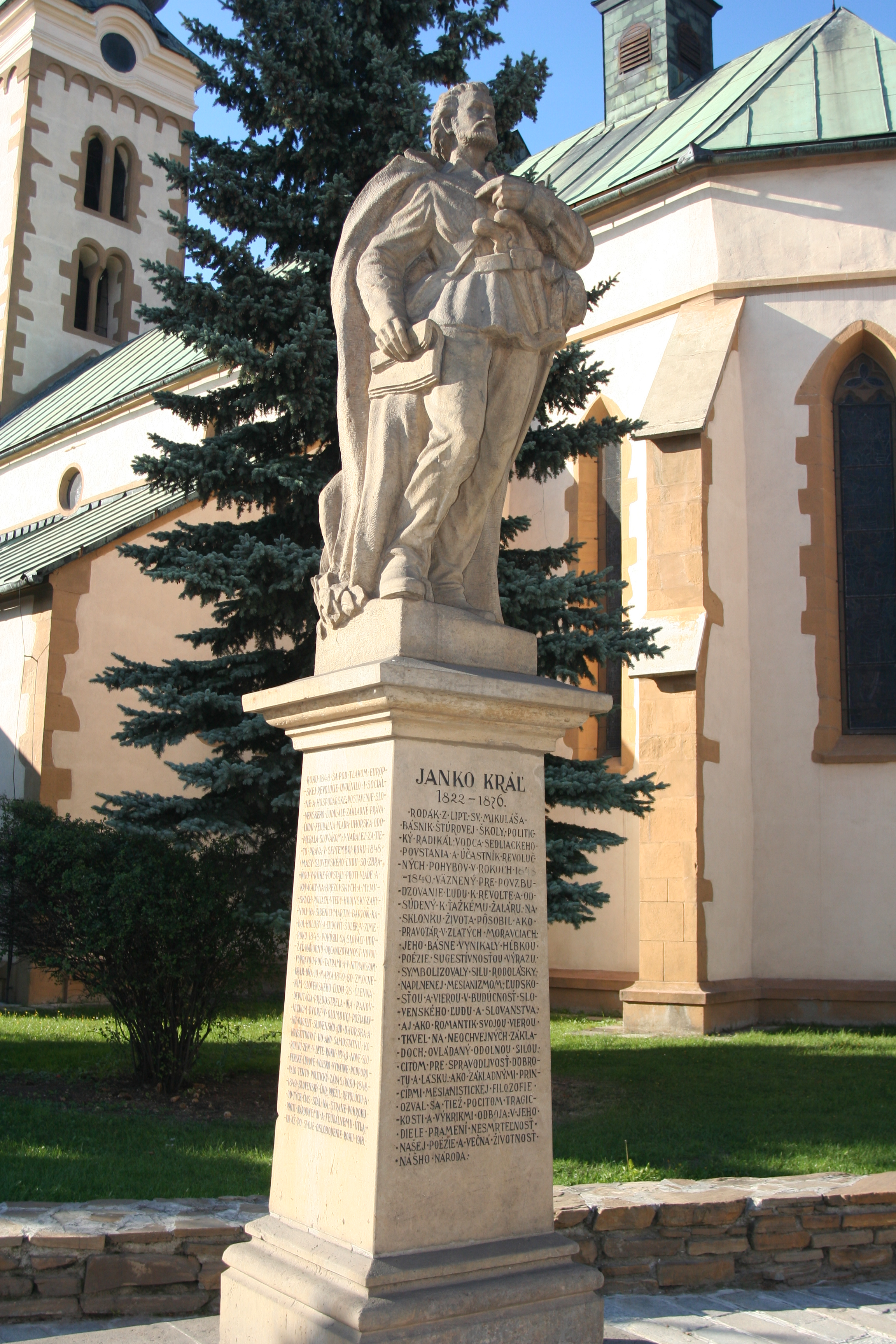
Pomnik Janka Kráľa w Liptowskim Mikułaszu

- Zakliata panna vo Váhu a divný Janko
- Moja pieseň
- Pieseň bez mena
- Orol
- Piesne
- Potecha
- Pán v trní
- Pieseň
- Duma bratislavská
- Kríž a čiapka
- Choč
- Krajinská pieseň
- Slovo
- Duma slovenská
- Krakoviaky dobrovoľníkove